# 賀集益蔵
賀集 益蔵（かしゅう えきぞう、1889年6月13日 - 1974年11月5日）は、日本の経営者。三菱レイヨン社長を務めた。

## 経歴
兵庫県出身。1917年に東京帝国大学農学部農学実科を卒業。
1933年に新興人絹(のちの三菱レイヨン)に就任し、1939年に専務を経て、1950年6月には社長に就任した。1959年11月から1965年11月まで会長を務めた。
1974年11月5日、心不全で死去した。85歳没。